# Charles Beaumont
Charles Beaumont (2 de janeiro de 1929 - 21 de fevereiro de 1967) foi um escritor americano de ficção especulativa, incluindo histórias curtas nos subgêneros de terror e ficção científica. Ele é lembrado como um escritor de episódios clássicos de Twilight Zone, como "The Howling Man", "Miniature", "Printer's Devil", e "Number 12 Looks Just Like You", e também escreveu os roteiros para vários filmes, entre eles 7 Faces of Dr. Lao, The Intruder e The Masque of the Red Death. O romancista Dean R. Koontz disse: "Charles Beaumont foi uma das influências seminais sobre escritores do fantástico e macabro." Beaumont é também o tema de um documentário,  Charles Beaumont: The Short Life of Twilight Zone's Magic Man, por Jason V Brock.
Quando Beaumont tinha 34 anos e oprimido por numerosos trabalhos, ele começou a sofrer os efeitos do que tem sido chamado de "uma doença do cérebro misteriosa". Ele começou a envelhecer rapidamente. Seu discurso abrandou e sua capacidade de concentração diminuída. Charles Beaumont morreu em Woodland Hills, Califórnia, com a idade de 38. Seu filho Christopher disse mais tarde que "ele parecia noventa e cinco e foi, de fato, noventa e cinco em cada calendário, exceto aquele em seu relógio." A última residência de Beaumont foi na Valley Village, Califórnia. Ele foi socorrido por sua esposa Helen, dois filhos e duas filhas. Um filho morreu em 2001 de câncer de cólon. O outro, Christopher, é um escritor.